# Рудана
Телерадіокомпанія «Рудана"  - криворізький місцевий муніципальний інформаційно-розважальний телеканал. Підпорядковується муніципалітету Криворізької міської ради.

## Історія
Телерадіокомпанія «Рудана» заснована 10 березня 1993 року. На сьогодні це найбільша в Криворізькому регіоні станція, потенційними глядачами і слухачами якої є понад один мільйон мешканців міста і прилеглих районів Дніпропетровської, Кіровоградської, Херсонської та Миколаївської областей.

## Програми
- «Непрості історії»
- «365: Рік у подіях»
- «Постфактум»
- «Світ один - ми не одні»
- «10 хвилин»
- «Ракурс»
- «Кандидат на каву»
- «In Da KR»
- «АРТ-Войс»
- «Прості історії. Діти.»
- «Штрих код. Вдома»
- «Експона
- «Диван»
- «Леділенд»
- «Zoo сторіс»
- «Бесіди про вічне»
- «Лайф фах»
- «Книжкіно»
- «АРТ-Об'єкт»
- «Помічники янголів»
- «Kids Space»
- «Територія тиші»
- «Спортивна середа»
- «Мовимо»
- Англійська для всіх»
- «Правокуємо»
- Собача передача»
- «Історія на постаменті»
- «Наш мер»
- «Спектаклі  та театральні вистави»
- «Спецпроекти»
- «Концерти»
- «Цей день»

## Мовлення

### Етерне цифрове мовлення
| Мультиплекс | Стандарт | Формат мовлення | Територія мовлення                                                                   |
| ----------- | -------- | --------------- | ------------------------------------------------------------------------------------ |
| MX-5        | DVB-T2   | SD 576i 16:9    | Кривий Ріг та прилеглі райони Херсонської, Миколаївської та Кіровоградської областей |